# Hangö fågelstation
Ej att med förväxla med Tvärminne zoologiska station
Hangö fågelstation (finska: Hangon lintuasema, förkortat Halias) är en finländsk fågelstation på Hangö udd, som drivs av Helsingforstraktens ornitologiska förening Tringa r.f. sedan 1979. Platsen längst ut på Hangö udd i Uddskatans naturskyddsområde, är den sydligaste platsen på Finlands fastland.
Fågelstationens huvudbyggnad uppfördes omkring 1919 av fiskarparet Anders (född 1873) och Selma Sundström (född 1877), ursprungligen från skärgårdskommunen Öja i Österbotten, och deras son Gunnar. Gunnar Sundström och hans familj bodde permanent på Hangö udd fram till 1960-talet. Huset såldes till fågelskådarföreningen 1979, då stationen grundades. Fågelstationen är vanligtvis bemannad början av mars–början av juni samt slutet av juli–slutet av november.
Hangö fågelstation är känd för de ejder- och transträck som drar över udden i mars–april samt för stora flockar av mesar och finkfåglar på hösten. 